# Jaquinta av Bari
Jaquinta av Bari, död 1118, var en drottning av Duklja 1081-1101 som gift med kung Konstantin Bodin. 
Hon beskrivs som ambitiös och viljestark och uppfattades som makten bakom tronen under sin makes regeringstid. Hon är känd för den kamp hon förde för sina söners tronanspråk under de långvariga tronstrider som utbröt efter makens död 1101. 